# 北原怜子
北原 怜子（きたはら さとこ、1929年8月22日 - 1958年1月23日）は、キリスト教の教義に基づき献身的な活動を展開した社会奉仕家である。蟻の町のマリア（ありのまちのマリア）と呼ばれた。東京都出身。2015年に教皇庁によって尊者と認められた。

## 概要
東京府豊多摩郡（現：東京都杉並区）生まれ。学者で教育者の北原金司の三女。桜蔭高等女学校（現桜蔭中学校・高等学校）、昭和女子薬学専門学校卒業。1949年光塩女子学院内のメルセス会修道院にて受洗。洗礼名はエリザベト、霊名はエリザベト・マリア。

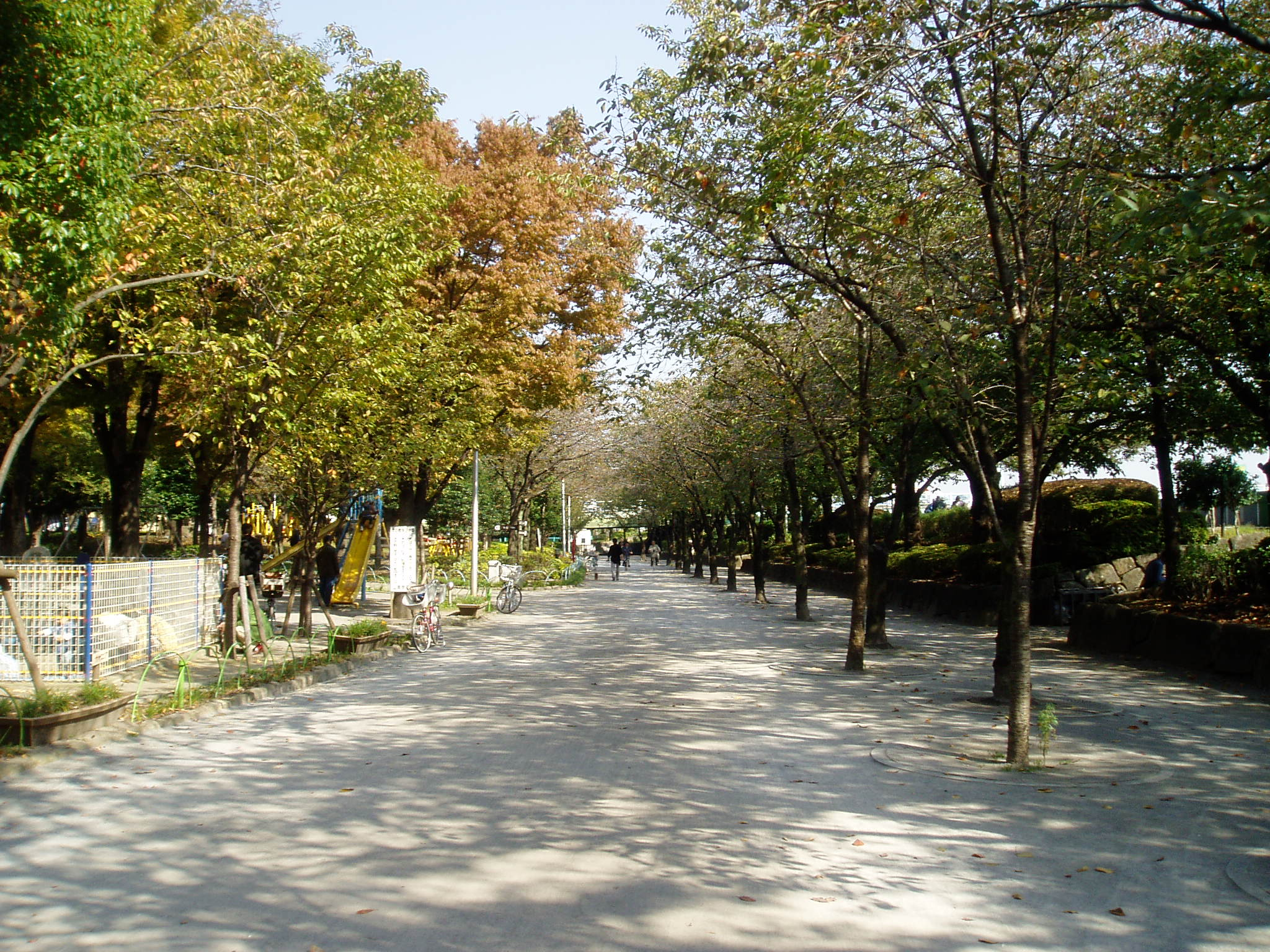
現在の隅田公園

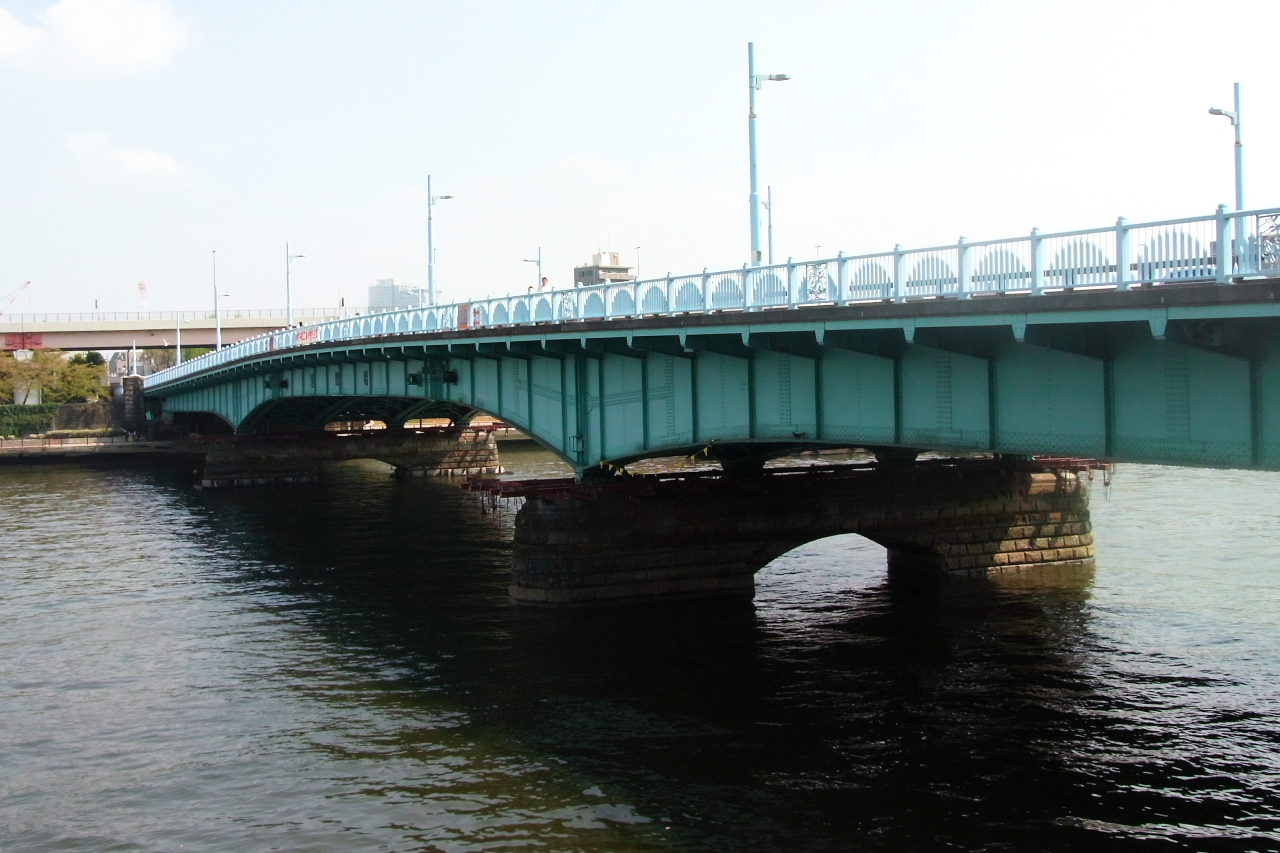
現在の言問橋

1950年に浅草にある姉の家に転居した際に、“ゼノ神父”ことゼノ・ゼブロフスキー修道士（コンベンツァル聖フランシスコ修道会）と知り合う。ゼノ修道士を介して隅田川の言問橋周辺、現在の隅田公園の界隈（台東区側）にあった通称「蟻の町」のことを知る。「蟻の町」には当時太平洋戦争の惨禍によって家を失った人たちが松居桃楼や小沢求たちの指導で集まり、生活共同体「蟻の会」を結成して、廃品回収をして暮らしていた。
当初は、通いながら奉仕活動をするものであったが、やがて彼女は貧者を慰問することは偽善者のごとき大きな罪であると悟り、自らが汗を流して貧者と共に労働をし生活し助け合うことが重要であると考えるようになった。彼女の行動によって「蟻の町」、特に子どもたちの教育環境は段々と整えられていく。彼女の行動は世界に発信され賞賛の声が多く届くが「財宝ばかりでなく、名誉や地位もまた悪魔的な誘惑だ」として、その名声に甘んじることはなかった。諸々の奉仕活動での体力的無理が祟り著しく健康を害し、療養のため「蟻の町」を離れるが、やがて死期を悟ると「蟻の町」に再び移住。1958年腎臓病で夭折した。28歳没。墓所は多磨霊園にある。
この地区に生まれた「蟻の町教会」は東京都中央区にある月島8号埋立地の「カトリック枝川教会」を経て、東京都江東区潮見のカトリック潮見教会となっている（近くにはカトリック中央協議会本部がある）。1985年6月1日に完成した新しい教会堂には「蟻の町のマリア」の名称が冠せられている。その後1960年代以降の高度経済成長により同地域はインフラストラクチャーが整備され、社会福祉政策により貧困地区から脱した。

## 家族
- 祖父・北原芳松 - 野付牛村（現・北海道北見市）村会議員[7]
- 父・北原金司（1899-1981） - 芳松の長男。1924年北海道帝国大学農業科、1928年東北帝国大学法文科、1931年東京帝国大学経済科を卒業、大学院をへて東京農業大学講師となり（のち教授）、1943年農学博士号を取得、1946年日吉学園女子専門学校校長に就任[8]。1961年に高崎経済大学2代学長に就任したほか1937年から1969年まで公益財団法人北海道在京学生後援会・北海寮の監事を務めた[9]。1971年に『マリア怜子を偲びて その愛は永遠に』を上梓している[10]。
- 母・媖（1902-1991） - 父の母方いとこ。札幌市立高等女学校卒。[8]
- 姉・高木和子 - 花川戸の履物問屋「高木商店」に嫁ぐ[11]。夫婦ともにクリスチャン[9]。
- 養妹・俵肇子 - 父の養女。社会活動家。[8][9]

## キリスト教との出会い

### 受洗
北原がキリスト教と出会ったきっかけは、年の離れた彼女の妹(肇子)を通じてである。北原は、この妹が通う光塩女子学院まで送るその途中で、その学校の経営母体であるベリス・メルセス宣教修道女会の修道女に出会った。そして彼女はその後にメルセス女子修道院の門を叩き、キリスト教について学んだ。北原は、この時にメルセス会を1218年に創立した聖ペテロ・ノラスコの伝記と、1924年に福者マルガリタ・マリアによって創立されたベリス・メルセス宣教修道女会の修道者が入会の時にたてる誓願の話を聞いた。酒井友身著『アリの町のマリア』によれば、それは「もし必要でならば、異教徒のためにまで進んで自分の命をなげうってつくす」というもので、彼女はこれらに大変感動してキリスト教の洗礼を受ける意思を固め、修道院に通い詰めた。
北原は、父親にカトリックの洗礼を受けたいと申し出て、父親の了解を得た。そして1949年（昭和24年）11月1日に洗礼を受け、その翌々日には堅信を受けた。酒井友身著『アリの町のマリア』によれば、その後は同修道院でのボランティア会に参加し、施設慰問で孤児たちの面倒を見たり、食べ物を届けるなどの奉仕活動をしていたが、物足りない思いがつのり、メルセス修道院の修道女となって世の中の人に働きたいと希望していた。

### 修道院への希望と挫折
北原が修道女となりたい希望を両親に打ち明けた時、両親はさすがに驚き、嘆き悲しんだと言う。しかし彼女の決心が固いことを確かめた父親は、まず、修道女の見習である「修練者」として自分を試してみることを彼女に勧めた。そしてメルセス会の修練院がある萩市に、北原が向かうこととなったその前日に、北原は高熱を発して寝込んでしまった。その病状は肺結核であり、早期発見のため命に別条はなかったものの、修練者として修行の生活にはいることは難しいとされてしまった。
その後、父親も病気に倒れたりしたため、心配した長女(和子)が自分の嫁ぎ先である浅草の履物屋、髙木商店に一家に移住してくるように勧めた。
北原は、この浅草の履物屋で、ゼノ修道士と出会うこととなる。

## ゼノ修道士との出会い
1950年に北原怜子が21歳の時、姉の嫁ぎ先である浅草の履物屋に、一家で身を寄せていた時、彼女のもとに全身黒ずくめの修道士が現れた。それがゼノ修道士であった。
北原が暮らすその履物屋の店先で、ゼノ修道士は店員たちを前に、雑誌の『聖母の騎士』や『コルベ神父伝』のパンフを並べてユーモアたっぷりに説明していた。北原は「サンタクロースそっくりのおじいさんが来ている」と、店員に店に出てみるようにと誘われて、何となしに降りてみた。
北原を見たゼノ修道士は、彼女がロザリオを持ち合わせているのに気付き、キリスト教の洗礼を受けているかと聞いてきた。これが、北原とゼノ修道士との初対面である。北原はメルセス修道院で受洗したことを告げると、ゼノ修道士は、修道女になるつもりなのかとさらに聞いてきた。北原はこの時、修道女になることを考えていたことを自書に書いている。ただし酒井友身著『アリの町のマリア』によれば、この時点で北原はすでに最初の肺結核を発病した後であり、修道女になることについては体力的に無理があったとされる。
店にとびこんできたゼノ修道士を店員たちが相手をしたのは、彼を北原の訪問客と勘違いしたためであり、この時、北原もゼノ修道士を見て、「黒い修道服を着た神父」としか認識せず、何者かを知っていなかった。
この時、ゼノ修道士が何をしに来たのか、その目的は「かわいそうな人間のために、お祈り頼みます」ということだけであった。
ゼノ修道士は、このようにして、聖母マリアの御絵カードを手渡して、貧しい人々に祈ること、それによって自身にも恵みがあることを伝えて去って行った。これが当時にマスコミ等で報道されていたゼノ修道士であることと、北原は、新聞の写真で自分のもとを訪れた彼を見つけて初めて知る。
ゼノ修道士が訪問したその晩に店の店員が、ゼノ修道士の記事が載ったその日の新聞の夕刊を北原に見せ、彼女は彼が何者かを知った。
その記事は、「アリの街に十字架 ゼノ神父も一役」と書かれていた。
そこには、墨田公園の中にある「蟻の町」と呼ばれるバタヤ集落の中に、カトリックの教会が建設予定となり、ゼノ修道士が材木集めをしていること、彼が、上野の墓地集落・浅草本願寺の浮浪者集落をたびたび援助したことなどが書かれていた。そしてその記事には蟻の町の子どもたちに取り囲まれた笑顔のゼノ修道士の姿が掲載されていた。
報道でゼノ修道士の活動を知り、平凡な毎日を過ごしていた北原は「何かせねば」との思いを巡らしていた折であり、神からの巡り合わせではないかと考えるようになった。
その後、ゼノ修道士は、北原の住む浅草の履物屋に再び立ち寄り、勉強中であった北原の替りに店の番頭がゼノ修道士を当時の「蟻の町」まで道案内をした。その話を数時間後に聞いた北原は、自分も夕暮れの街に飛び出していった。
北原は蟻の街の会長宅を、紹介者なしの飛び込み訪問した。ここで彼女はその場に居合わせたゼノ修道士と再会する。あいさつの言葉も、取るべき態度もはっきりせず、来訪の目的すら明確でなかったので、口ごもる北原に、ゼノ修道士は声をかけ、その場の人々に北原を紹介した。そして、ゼノ修道士は、北原を自宅まで送って行くと皆に告げ、彼女を連れ出した。それはゼノ修道士が北原に、帰りの道すがら、土砂降りの雨の中を蟻の街の横からバタヤの人々などが暮らす集落を見せるためであった。その時の印象を北原は、日本の首都の真中と信じることができなかったと自書に書いている。
自宅に戻った北原は送ってきたゼノ修道士をそのまま自宅に招いた。ゼノ修道士はいつも持ち歩く貧困者に関する新聞報道、写真、手紙等の資料を北原に見せ、貧困者たちの惨状を熱く語った。
そして暇があったらこのような貧困者たちを慰問して欲しいと言い残して帰宅した。

## 列福運動
コンベンツァル修道会日本管区では、北原怜子をカトリック教会の福者とするため、列福運動を進めている。2015年1月23日に、生前の徳や殉教により聖性が認められた「福者」とするための「英雄的徳行」を認定したと教皇庁（バチカン）列聖省が発表し、尊者とされた。

## 尊者エリザベト・マリア北原怜子に取り次ぎを求める祈り
「主よ、あなたは 尊者エリザベト・マリア北原怜子に
多くの恵みをお与えになりました。
とりわけ東京で戦争の犠牲になり、
顧みられなかった貧しい人々に喜びをもって自らを与え、
輝く証しのうちに信仰生活をおくる力を 与えてくださいました。
また、けがれなきみ母マリアのご保護のもとに
小さな人々の育成と援助に愛をもって生涯を捧げる恵みをもお与えくださいました。
わたしたちは 彼女をとおして示された あなたの業に心から 感謝いたします。
主よ、エリザベト・マリア北原怜子の取り次ぎによって、
あなたに 真心をもって祈る わたしたちに、
言葉と行いの一致のうちに信仰を証ししていく力を与え、
あなたを求めるすべての人に 信仰の光を 与えてください。
また、いま信頼をもって祈る わたしたちの願いを聞き入れてください。
わたしたちの主イエス・キリストによって、アーメン」。
（続いて「主の祈り」「アヴェ・マリアの祈り」「栄唱」を１回ずつ唱える）
ペトロ岡田武夫東京大司教は、北原怜子帰天50周年記念のミサ以来、この祈りを毎日個人的に唱えていると話していた。なお、カトリック潮見教会では北原怜子の命日を記念するミサを毎年行い、この祈りをミサ内で唱えている。

## 映像化

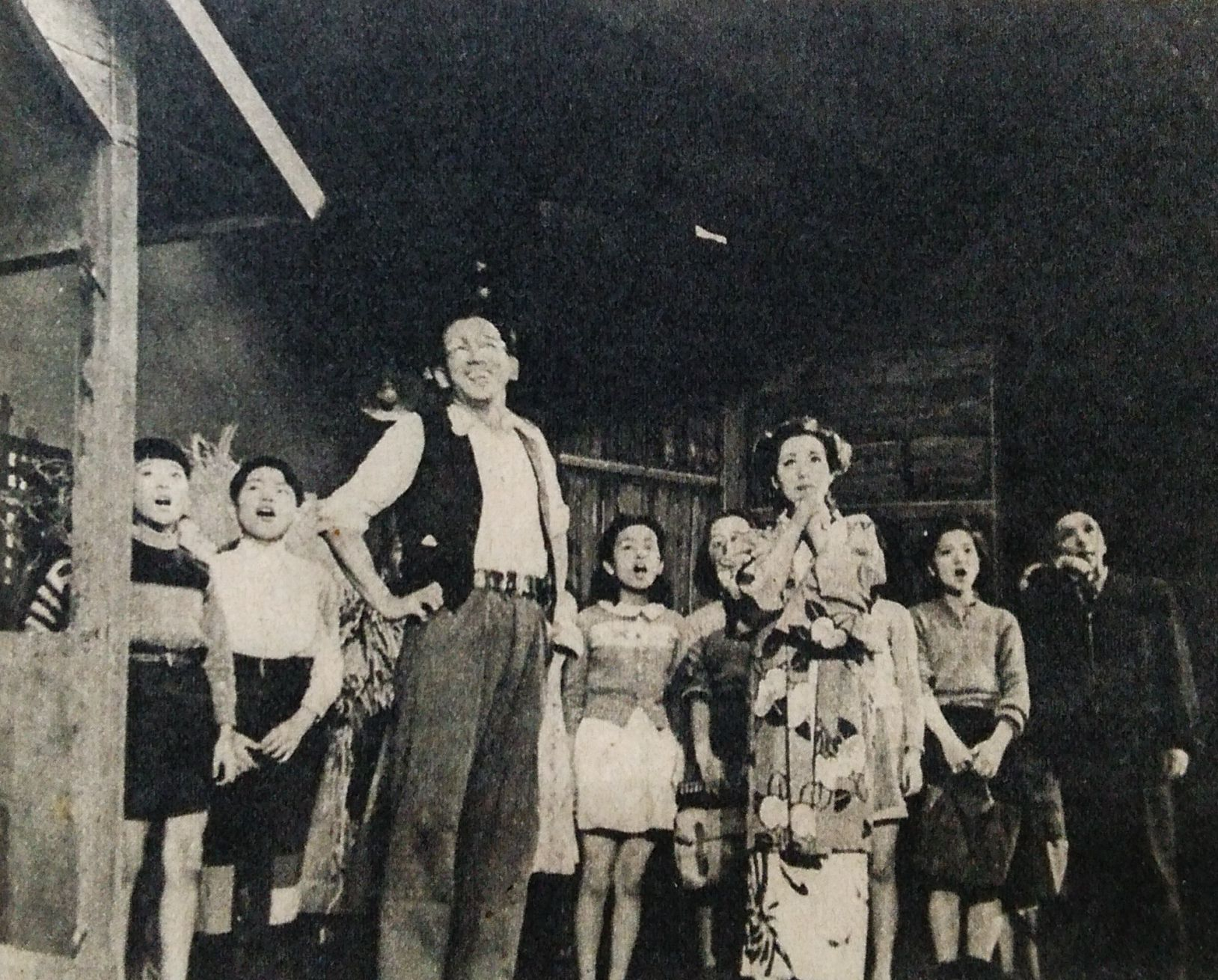
劇団東芸による1953年公演『蟻の街の奇蹟』（右側が北原を演ずる草香蘭子）

### 映画
蟻の街のマリア
1958年松竹、監督五所平之助
バタヤ部落ともいわれた蟻の街の住人だった松居桃楼の著書（松居 1958）の映画化。
主演：千之赫子；共演：南原宏治、佐野周二、飯田蝶子、水原真知子、多々良純、美輪明宏 ※当時は丸山明宏。映画初出演作（松竹宣伝用プレスの表記より）

### 舞台
蟻の街のマリア
2009年 - 劇団MUSA公演 主演 町本絵里・演出 武藤数顕

### テレビ
北原怜子
日本テレビ「知ってるつもり?!」1991年5月5日放送
蟻の町のマリア 北原怜子
テレビ朝日「驚きももの木20世紀」1998年1月23日放送
蟻の街のマリア
フジテレビ「奇跡体験!アンビリバボー」1999年9月23日放送

## 著作
- 『蟻の街の子供たち』三笠書房、1953年のち聖母の騎士社〈聖母文庫〉、1989年。

### 関連文献
- 北原怜子『蟻の街の子供たち』三笠書房、1953年。doi:10.11501/1660182。
- 北原金司『マリア怜子を偲びて その愛は永遠に』赤城会（八重岳書房 発売）、1971年。doi:10.11501/12260989。北原怜子「蟻の街の子供たち」、北原金司「マリア怜子回想の記」を収録。
- 松居桃楼『蟻の街のマリア』知性社、1958年。doi:10.11501/1668187。
  - 松居桃樓『アリの町のマリア 北原怜子』（新装版）春秋社、1982年。doi:10.11501/12229960。
- 澤田愛子『言問橋の星の下で 北原怜子と蟻の街』聖母の騎士社、2024年。ISBN 978-4882163879。『キリスト新聞』2025年2月25日掲載の書評。